# Alboscia silveirensis
Alboscia silveirensis är en kräftdjursart som beskrevs av Paulo Agostinho de Matos Araujo 1999. Alboscia silveirensis ingår i släktet Alboscia och familjen Philosciidae. Inga underarter finns listade i Catalogue of Life.